# Jean-Marie Dongou
Jean Marie Dongou Tsafack (Douala, Camerun, 22 d'abril de 1995) és un futbolista camerunès que juga com a davanter.

## Club
Dongou va arribar a les categories inferiors del FC Barcelona el 2008, gràcies a un acord entre el club i la Fundació Samuel Etoo, amb 13 anys.
Va debutar a segona divisió amb el FC Barcelona B el 28 de gener de 2012, en un partit contra la SD Huesca, substituint Rodri al minut 85.
Va marcar el primer gol amb el filial el 25 de març, en un partit contra el CD Alcoià.
Va marcar el primer gol amb el primer equip al 6 de desembre, en un partit de Copa del Rei contra el Cartagena.
La temporada 2016-17 va jugar al Reial Saragossa.

## Guardons
- Màxim golejador de les NextGen Series: 2012